# Element (matemàtiques)
En teoria de conjunts, un element o membre d'un conjunt (o família de conjunts) és un  objecte atòmic que forma part d'aquest conjunt (o família).

## Teoria de conjunts i elements

Diferència entre element i subconjunt. El conjunt C està format per dos elements. El conjunt A està format per cinc elements (cinc figures geomètriques), i C, assenyalat amb línia discontínua, és un subconjunt de A, C ⊆ A. El conjunt B, per contra, està format per quatre elements: tres figures geomètriques i un conjunt, és a dir, C. Per tant, C, assenyalat amb línia contínua, és un element de B, C ∈ B.

En escriure {\displaystyle A=\{1,2,3,4\}}, estem dient que els elements del conjunt {\displaystyle A} són els nombres 1, 2, 3 i 4. Un grup d'elements de {\displaystyle A} seria, per exemple, {\displaystyle \{1,2\}}, el qual és un subconjunt de {\displaystyle A}.

Els elements poden ser conjunts en si mateixos. Per exemple, considerem el conjunt {\displaystyle B=\{1,2,\{3,4\}\}}. Els elements de {\displaystyle B} no són 1, 2, 3, i 4, en efecte, {\displaystyle B} té només tres elements: 1, 2 i el conjunt {\displaystyle \{3,4\}}.
Els elements d'un conjunt poden ser qualsevol cosa. Per exemple, {\displaystyle C=\{{\mbox{vermell, verd, blau}}\}}, és el conjunt els elements són els colors vermell, verd i blau.

## Notació
La  relació "és un element de", també anomenada membre del conjunt, es denota mitjançant el símbol {\displaystyle \in }., I en escriure
{\displaystyle x\in A}
s'està dient que {\displaystyle x} és un element de {\displaystyle A}. Equivalentment, es pot dir o escriure "{\displaystyle x} és un membre de {\displaystyle A}", "{\displaystyle x} pertany a {\displaystyle A}", "{\displaystyle x} és a {\displaystyle A}", "{\displaystyle x} resideix en {\displaystyle A}", "{\displaystyle A} inclou {\displaystyle x} ", o" {\displaystyle A} conté {\displaystyle x} ". La  negació d'aquest símbol es denota {\displaystyle \notin }.
Desafortunadament, els termes "{\displaystyle A} inclou {\displaystyle x}" i "{\displaystyle A} conté {\displaystyle x}" són ambigus, perquè alguns autors també els fan servir per referir-se al fet que "{\displaystyle x} és un subconjunt de {\displaystyle A}". El lògic George Boolos és emfàtic en aclarir que la paraula "conté" s'ha d'usar només per pertinença d'elements, i "inclou" només per relacions de subconjunts

## Cardinalitat de conjunts
El nombre d'elements en un conjunt particular és una propietat coneguda com a cardinalitat, que informalment es coneix com la mida d'un conjunt. Per als exemples anteriors, la cardinalitat del conjunt {\displaystyle A} és 4, mentre que la de {\displaystyle B} i {\displaystyle C} és 3. Un conjunt finit és aquell amb un nombre finit d'elements, mentre que un infinit, un amb una quantitat infinita d'elements. Els exemples de dalt són tots de conjunts finits. Un exemple de conjunt infinit és el conjunt dels nombres naturals, {\displaystyle \mathbb {N} =\{1,2,3,4\ldots \}}.

## Exemples
Usant els conjunts definits a dalt:
{\displaystyle B=\{1,2,\{3,4\}\}\,}
es pot dir que:
- 2 ∈ B
- {3,4} ∈ B
- 3 ∈ {3,4} (però 3 ∉ B)
- ∅ ⊂ B
- {} ⊂ B
- {2} ⊂ B
- {1,2} ⊂ B
- Groc ∉ B
- 8 ∉ B
- Card (B) = 3
- Card ({3,4}) = 2
- La cardinalitat de  D = {2, 4, 6, 8, 10, 12} és finita i igual a 6.
- La cardinalitat de  P = {2, 3, 5, 7, 11, 13 ... } (Els  nombres primers) és infinita.